# Madolyn Smith Osborne
Madolyn Smith Osborne é uma ex-atriz norte-americana. Ela é conhecida por seus papéis nos filmes Urban Cowboy  (1980); 2010: O ano em que faremos contato (1984) e Funny Farm (1988).

## Carreira
Madolyn Smith chamou a atenção do público pela primeira vez com seu papel como Pam no filme de John Travolta, Urban Cowboy  (Cowboy do Asfalto, em português) de 1980, e depois co-estrelou nos filmes All of Me (1984), uma comédia de Steve Martin - Lily Tomlin,  e 2010: O ano em que faremos contato, a sequência de ficção científica de 2001: A Space Odyssey. No início dos anos 80, ela também apareceu em vários filmes de TV, incluindo Pray TV, Rehearsal for Murder e Deadly Intentions (traduzido para o porftuguês como Instinto Assassino). Ela interpretou Jehan Al Sadat, esposa do presidente egípcio Anwar Al Sadat, na minissérie de TV Sadat de 1983, e interpretou a esposa de Ernie Kovacs, Dorothy, no filme de 1984 da TV Ernie Kovacs: Between the Laughter.
Smith pode ser mais conhecida por seu papel como Tracy Whitney na minissérie da TV de 1986 If Tomorrow Comes (Se houver amanhã), baseada no romance de mesmo nome de Sidney Sheldon.  Posteriormente, estrelou em filmes como Funny Farm (1988), ao lado de Chevy Chase  e The Super (1991), com Joe Pesci; os filmes de TV de 1990 The Plot to Kill Hitler e The Rose and the Jackal; e a minissérie de 1990 The Kennedys of Massachusetts.
Smith estrelou um episódio de 1989 da sitcom Cheers intitulado "What's Up, Doc?".  Ela também apareceu em vários episódios da série dramática de 1993 Class of '96, e sua última aparição na TV até hoje foi um episódio de 1994 de Due South.

## Vida pessoal
Nascida em 1 de janeiro de 1957, em Albuquerque (Novo México), Madolyn Smith se formou na Universidade do Sul da Califórnia.  Ela se casou com o jogador da Liga Nacional de Hóquei, Mark Osborne, em 1988, e continuou a se apresentar sob seu nome de solteira. Em 1994, em seu último papel creditado (o episódio do Due South - Diefenbaker's Day Off), Smith foi creditada como Madolyn Smith-Osborne. Recentemente, a atriz contou que abandonou a carreira no cinema e na televisão devido a uma artrite reumatoide, doença inflamatória crônica e autoimune que reduziu seus movimentos corporais, de qe sofre há mais de 25 anos, desde sua última aparição em Due South. Além disso, no ano de 1997 e 2000, deu à luz duas meninas, dedicando-se à vida familiar.